# لي هايلي
لي هايلي (بالإنجليزية: Lee Hayley)‏ هو لاعب كرة قدم أمريكية أمريكي، ولد في 1930 في Ensley (Birmingham) ‏ في الولايات المتحدة، وتوفي في 20 سبتمبر 1997.